# فرانک اسپوزیتو
فرانک اسپوزیتو (فرانسوی: Franck Esposito‎؛ زادهٔ ۱۳ آوریل ۱۹۷۱) شناگر اهل فرانسه بود.
وی در مسابقات کشوری و بین‌المللی در مجموع برندهٔ ۱۱ مدال طلا، ۵ مدال نقره، ۲ مدال برنز شده‌است.